# Ogród Luksemburski
Ogród Luksemburski (fr. Jardin du Luxembourg) – park miejski w Paryżu, we Francji o powierzchni 224 500 m².
Ten paryski ogród powstał około roku 1630 na życzenie drugiej żony i wdowy po Henryku IV, Marii Medycejskiej. W północnej części parku wzniesiono Pałac Luksemburski. Pałac i ogród miały jej przypominać o pałacu Pitti i ogrodach Boboli w rodzinnej Florencji.
Pałac, który obecnie jest siedzibą Senatu, jest charakterystycznym elementem paryskiej architektury, a ogród jest głównym miejscem rekreacji i wypoczynku na lewym brzegu Sekwany. Największą letnią atrakcją jest Fontanna Medyceuszy (La fontaine Médicis) znajdująca się na lewo od wejścia od strony od placu Edmond-Rostand. W północno-wschodniej części parku, 100 m za sadzawką mieści się kawiarnia. W bardziej spokojnej, zachodniej części parku mieści się jedna z paryskich Statui Wolności (ma 2 m), wykonana z brązu. Oprócz tego w ogrodach znajduje się też pomnik Eugène’a Delacroix – dłuta Jules’a Dalou i pomnik Fryderyka Chopina. W parku znajdują się również korty tenisowe, teatr marionetek, estrada koncertowa, szkoła jazdy konnej.
Ogród Luksemburski pojawia się w powieści Wiktora Hugo Nędznicy. Tu poznają się Mariusz z Kozetą.